# 小鞠山島

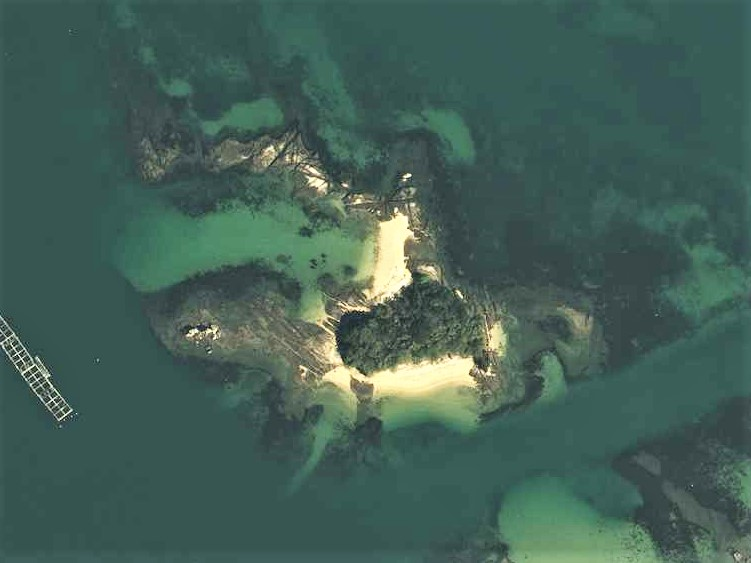
小鞠山島の空中写真。2017年4月13日撮影。
。

小鞠山島（こまりやまじま）は、和歌山県西牟婁郡白浜町堅田にある無人島である。2021年現在、販売されている無人島でもある。

## 概要
白浜町の池田湾に位置するおよそ3384平方メートル、坪数でおよそ1023坪の無人島である。島の周りは、砂浜で覆われ島全体の大部分が、森林となっており、平坦な場所もある。白浜町内に近い位置にあるため、本土から船で5分ほどで移動できる。小鞠山島は購入することができる無人島として、2021年9月現在、無人島を販売しているアクアスタイルズなどで、1億5000万円で販売されている。アクアスタイルズによると、この無人島には平坦地があるため、建物の建設が可能である、としている。

## 交通アクセス
- きのくに線白浜駅より車でおよそ15分、堅田漁港から船でおよそ5分。